# 覚快法親王
覚快法親王（かくかいほっしんのう、長承3年（1134年）- 養和元年11月16日（1181年12月23日））は、平安時代後期の天台宗の僧。父は鳥羽天皇。母は美濃局（石清水八幡宮祀官家田中勝清の実妹）。

## 経歴
13歳の時比叡山に上り、行玄大僧正に師事して出家、顕教・密教を兼学した。久安6年（1150年）、権律師となり、翌久安7年（1151年）には行玄から伝法灌頂をうけ、法印に任じられた。永暦元年（1160年）、宮中において日食の祈祷を行い効験があったという。嘉応2年（1170年）、無品親王となり、治承元年（1177年）には延暦寺座主明雲が流罪となった跡を受けて座主に就任、法性寺座主も兼任した。しかし、病身のため治承4年（1180年）に職を辞し、青蓮院に隠退した。
京都府京都市西京区大原野小塩町善峯寺内に青蓮院宮廟（墓地）はある。